# Lewisohn-Nunatak
Der Lewisohn-Nunatak ist ein isolierter Nunatak im westantarktischen Marie-Byrd-Land. In den Ford Ranges ragt er 16 km südöstlich der Mackay Mountains auf.
Wissenschaftler der United States Antarctic Service Expedition (1939–1941) entdeckten und kartierten ihn. Das Advisory Committee on Antarctic Names benannte den Nunatak 1966 nach Walter Pickett Lewisohn (1910–1992), Funker bei der zweiten Antarktisexpedition (1933–1935) des US-amerikanischen Polarforschers Richard Evelyn Byrd.